# Peter Mirow

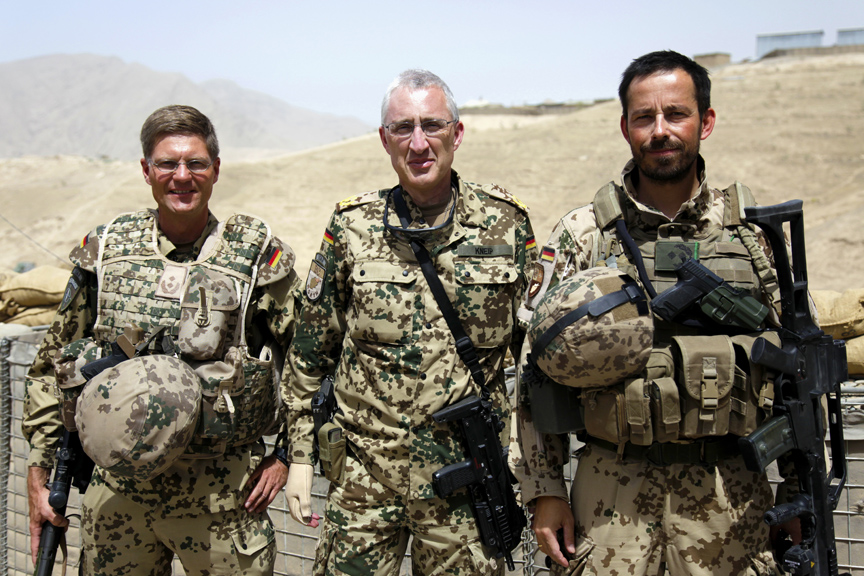
Generalmajor Markus Kneip (Mitte) mit Oberstleutnant Peter Mirow (links) und Oberstleutnant Heico Hübner (rechts) in Afghanistan (2011)

Peter Joachim Mirow (* 7. Juli 1968 in Hamburg) ist ein Generalleutnant des Heeres der Bundeswehr und Kommandierender General des I. Deutsch-Niederländische Corps.

## Militärische Laufbahn

### Ausbildung und erste Verwendungen
Mirow trat 1987 im Jägerbataillon 67 in Breitenburg in die Bundeswehr ein. Er absolvierte die dreijährige Ausbildung zum Offizier der Jägertruppe. Anschließend folgte von 1990 bis 1994 das Studium der Geschichtswissenschaften an der Helmut-Schmidt-Universität – Universität der Bundeswehr Hamburg, welches er als Magister Artium abschloss. Von 1994 bis 1998 folgten Verwendungen als Zugführer und Kompaniechef der 4. Kompanie des Jägerbataillons 292 in Donaueschingen. Von 1998 bis 2000 folgte ein Dienstposten als Hörsaalleiter und Truppenfachlehrer an der Infanterieschule in Hammelburg. Von 2000 bis 2002 wurde Mirow im 43. Generalstabslehrgang an der Führungsakademie der Bundeswehr in Hamburg zum Generalstabsoffizier ausgebildet. Als Lehrgangsbester wurde er mit dem General-Heusinger-Preis ausgezeichnet.

### Dienst als Stabsoffizier
Nach Abschluss des deutschen Generalstabslehrgangs folgte für Mirow die zweijährige Teilnahme am französischen Generalstabslehrgang in Paris. Die erste Verwendung als Stabsoffizier führte Mirow als Generalstabsoffizier für Ausbildung und Übungen (G 3) in das Kommando Operative Führung Eingreifkräfte nach Ulm. Es schloss sich von 2005 bis 2008 eine Verwendung als Personalführer im Personalamt der Bundeswehr in Köln an. Hierauf folgte von 2008 bis 2010 eine ministerielle Verwendung als Referent im Führungsstab des Heeres im Bundesministerium der Verteidigung in Bonn. Von Juni 2010 bis Juni 2012 führte Mirow als Bataillonskommandeur das Jägerbataillon 292 in Donaueschingen. Anschließend führte ihn eine Verwendung als Referatsleiter Zentrale Aufgaben in das Büro des Generalinspekteurs der Bundeswehr, damals General Volker Wieker, ins Bundesministerium der Verteidigung nach Berlin.

### Dienst als General
Zum 1. Dezember 2016 übernahm Mirow von Brigadegeneral Josef Niebecker den Dienstposten als Abteilungsleiter Planung im Kommando Heer. Auf diesem Dienstposten erhielt er auch die Beförderung zum Brigadegeneral. Diesen Dienstposten übergab er im Oktober 2018 an Oberst Stefan Zeyen um zum 12. November 2018 der Force Commander der European Union Training Mission in Mali zu werden. Diesen Dienstposten übergab er am 12. Juni 2019 an den österreichischen Brigadier Christian Habersatter. Am 12. September 2019 übernahm er vom französischen Général de brigade Bertrand Boyard das Kommando über die Deutsch-Französische Brigade in Müllheim. Dieses übergab er am 5. Juli 2021, im Rahmen der üblichen Dienstpostenrotation, an den französischen Général de brigade Jean Philippe Leroux. Mirow wurde im Anschluss als Unterabteilungsleiter Führung Streitkräfte I im Bundesministerium der Verteidigung, Berlin eingesetzt. Im März 2023 wurde er zum Chef des Stabes im Kommando Heer ernannt. Auf diesem Dienstposten erhielt er im Juni 2023 die Beförderung zum Generalmajor. Im März 2025 übergab er diesen Dienstposten an Brigadegeneral Jared Sembritzki. Mirow wurde zum 27. März 2025 Kommandierender General des I. Deutsch-Niederländischen Corps, damit einhergehend erhielt er die Beförderung zum Generalleutnant.

### Auslandseinsätze
- 1996/97 IFOR/SFOR: Kompaniechef der Sicherungskompanie GECONIFOR /GECONSFOR, Primosten (Kroatien).
- 1999 UNOMIG: Militärbeobachter, Georgien
- 2011/2012 ISAF: Kommandeur des Ausbildungs- und Schutzbataillons Mazar-e Sharif, Afghanistan.
- 11/2018 – 06/2019 EUTM Mali: Force Commander

## Privates
Mirow ist verheiratet und hat drei Kinder.